# Napoleon Cybulski
Napoleon Nikodem Cybulski (ur. 14 września 1854 w Krzywonosach, zm. 26 kwietnia 1919 w Krakowie) – polski fizjolog, współodkrywca adrenaliny, jeden z twórców endokrynologii, współodkrywca prądów czynnościowych mózgu (1890) i pionier elektroencefalografii; publicysta, wiceprezes Wydziału Towarzystwa Gimnastycznego „Sokół” w Krakowie w 1890 roku. W 1911, 1914 i 1918 roku był nominowany do Nagrody Nobla w dziedzinie fizjologii i medycyny.

## Życiorys
Urodził się 14 września 1854 w Krzywonosach; jego rodzicami byli Józef Napoleon Cybulski i Marcjanna z domu Hutorowicz. Ukończył gimnazjum w Mińsku, a następnie studiował medycynę w Akademii Wojskowo-Medycznej w Petersburgu. Studia ukończył w 1880 roku, uzyskując dyplom lekarza cum eximia laude. W latach 1877–1885 pracował w Akademii Wojskowo-Medycznej jako asystent w Katedrze Fizjologii u Iwana Tarchanowa. W 1885 otrzymał stopień doktora medycyny na podstawie pracy Issledowanija nad skorustiu dwiżenija krowi posridstwom fotogiemotachomietra (Badania nad prędkością ruchu krwi za pomocą fotohemotachometru). W tym samym roku przeprowadził się do Krakowa i podjął pracę jako kierownik Katedry Fizjologii, Histologii i Embriologii na Uniwersytecie Jagiellońskim. W latach 1887–1888 i 1895–1896 pełnił funkcję dziekana Wydziału Lekarskiego, 1904–1905 – rektora, a 1905–1909 – prorektora uczelni. Był założycielem krakowskiej szkoły fizjologicznej, od 1887 członkiem korespondentem, a od 31 października 1891 członkiem czynnym Akademii Umiejętności.

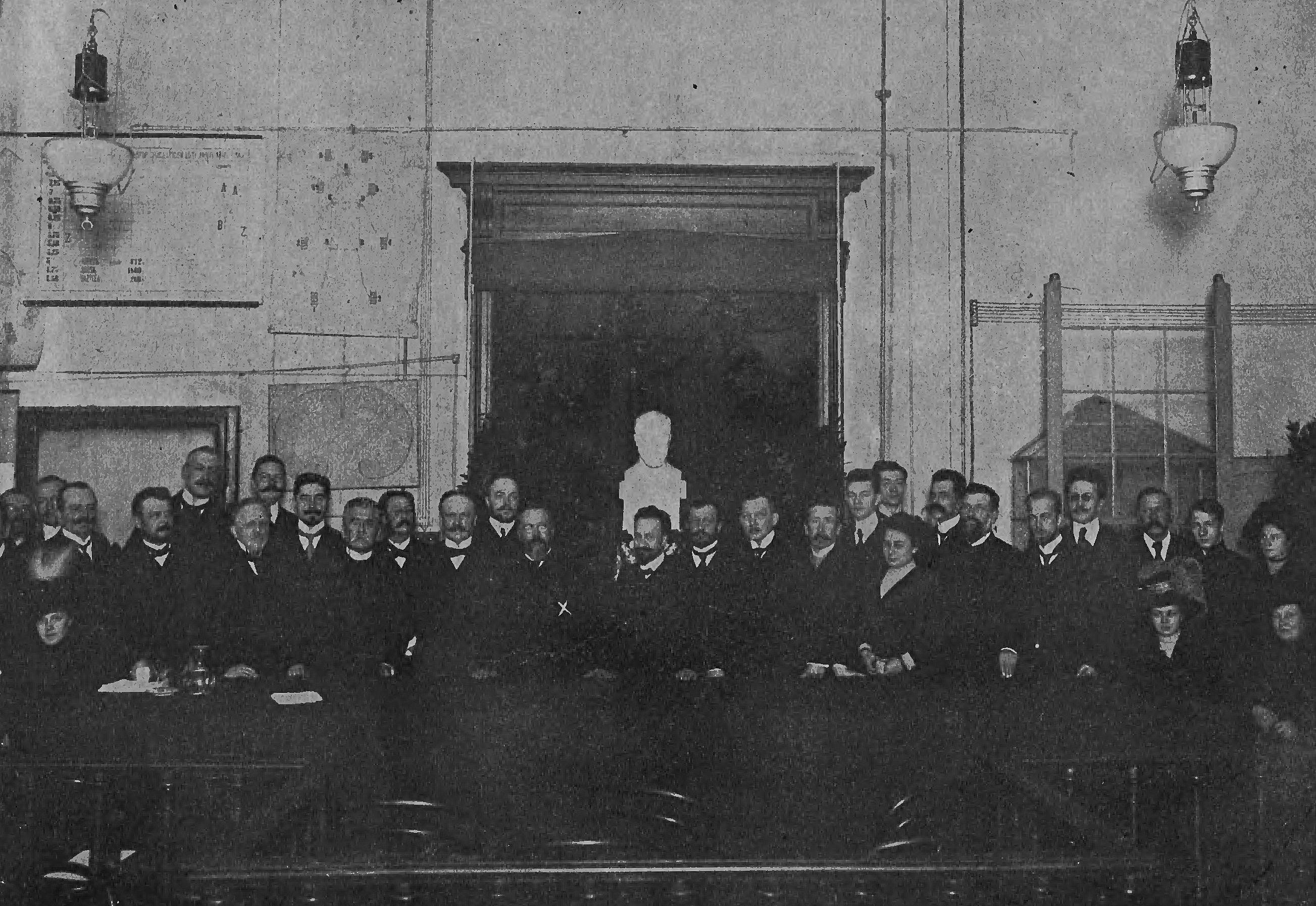
Jubileusz Napoleona Cybulskiego (X) w Krakowie w 1910

Uważany jest za twórcę krakowskiej szkoły fizjologicznej. Pionier polskiej elektroencefalografii i endokrynologii. W 1895 wraz z Władysławem Szymonowiczem odkrył hormonalne oddziaływanie rdzenia nadnerczy i wyizolował adrenalinę. Jako jeden z pierwszych w 1890 otrzymał zapis EEG kory mózgowej. Wprowadził do medycyny termin nadnerczyna dla związków biologicznie czynnych wydzielanych z rdzeni nadnerczy do krwi. Wraz z Adolfem Beckiem przeprowadził pionierskie w skali światowej badania fal elektroencefalograficznych. Jako jeden z pierwszych na świecie zarejestrował i opisał szybkość linearnego przepływu krwi w tętnicy szyjnej i udowej. Zainicjował w Polsce badania nad hipnotyzmem. Za pomocą skonstruowanego przez Cybulskiego fotohemotachometru Andrzej Klisiecki przeprowadził w latach 30. i 40. głośne badania nad zmianami ciśnienia tętniczego krwi w zależności od faz akcji skurczowej serca. Autor około 100 prac naukowych. Niektóre tezy zawarte w książce Cybulskiego O hypnotyzmie ze stanowiska fizyjologicznego pozwalają zaliczać go do prekursorów koncepcji nieświadomości wyprzedzających idee Freuda.
Oprócz medycyny interesował się również zagadnieniami społecznymi, publikując na ten temat książki i artykuły m.in.: Czy państwo i społeczeństwo mają obowiązek popierać naukę? (1895), W sprawie organizacyi gospodarstw włościańskich (1896), Nauka wobec wojny (1918). Był zdecydowanym zwolennikiem dopuszczenia kobiet do studiów medycznych. Wraz z Odo Bujwidem oraz Kazimierą Bujwidową założył w 1891 pierwsze w Krakowie gimnazjum żeńskie. W 1916 zakupił dwór w Nawojowej Górze. W roku 1918 otrzymał Nagrodę Fundacji Erazma i Anny Jerzmanowskich przyznaną przez Polską Akademię Umiejętności. W 1911 roku został prezesem Ochotniczej Straży Pożarnej w Nawojowej Górze.
Do jego uczniów należeli – oprócz już wymienionych – m.in. tacy uczeni jak Leon Wachholz, Aleksander Rosner, Stanisław Maziarski, Jan Prus, Marian Eiger, Antoni Gluziński czy też Gustaw Piotrowski (młodszy).
Zmarł w swym gabinecie w Zakładzie Fizjologii UJ w wyniku udaru mózgu. Pochowany na cmentarzu Rakowickim w Krakowie.

## Wybrane prace
- O metodach badania fizyologicznego (1885)
- Nowy przyrzad do badania prędkości ruchu krwi (fotohaemotachometr) i jego zastosowanie (1886)
- O hypnotyzmie ze stanowiska fizyjologicznego (1887)[10]
- Nowy manometr do oznaczania parcia w żyłach za pomocą fotografii (1888)
- O ucisku mózgu (1890)
- Dalsze zjawiska nad zjawiskami elektrycznymi w korze mózgowej małpy i psa (1891)
- Nowa modyfikacja kalorymetru (1894)
- Próba badań nad żywieniem się ludu wiejskiego w Galicji (1894)
- O funkcji nadnercza (1895)
- Próba nowej teroyi zjawisk elektrycznych w tkankach zwierzęcych (1898)
- Kilka słów w sprawie jadów w jelicie prawidłowem (1907)
- Wpływ błon i przegród na siły elektromotoryczne (1909)
- Fizyologia człowieka (1915)
- O termodynamice mięśniowej (1916)
- Elektryczność zwierzęca

## Odznaczenie
- Krzyż Komandorski Orderu Odrodzenia Polski (11 listopada 1936)[11]

## Upamiętnienie
Jest patronem ulicy w Krakowie. 